# Sordel
Pour les articles homonymes, voir Sordello.
Sordel (aussi appelé Sordell, Sordel de Goit ou Sordello da Goito) (né v. 1200-1210 à Goito, dans la province de Mantoue et mort en 1269 à Naples) est un troubadour lombard du XIIIe siècle d'expression occitane.
On se souvient sans doute de lui principalement grâce à l’apologie qu'en ont fait certains autres poètes : on pense à Dante Alighieri dans De vulgari eloquentia et dans le Purgatoire de sa Divine Comédie. Il est par ailleurs le héros d’un poème de Robert Browning, Sordello, et est la source d’inspiration du poème Amor Intellectualis d’Oscar Wilde.

## Biographie

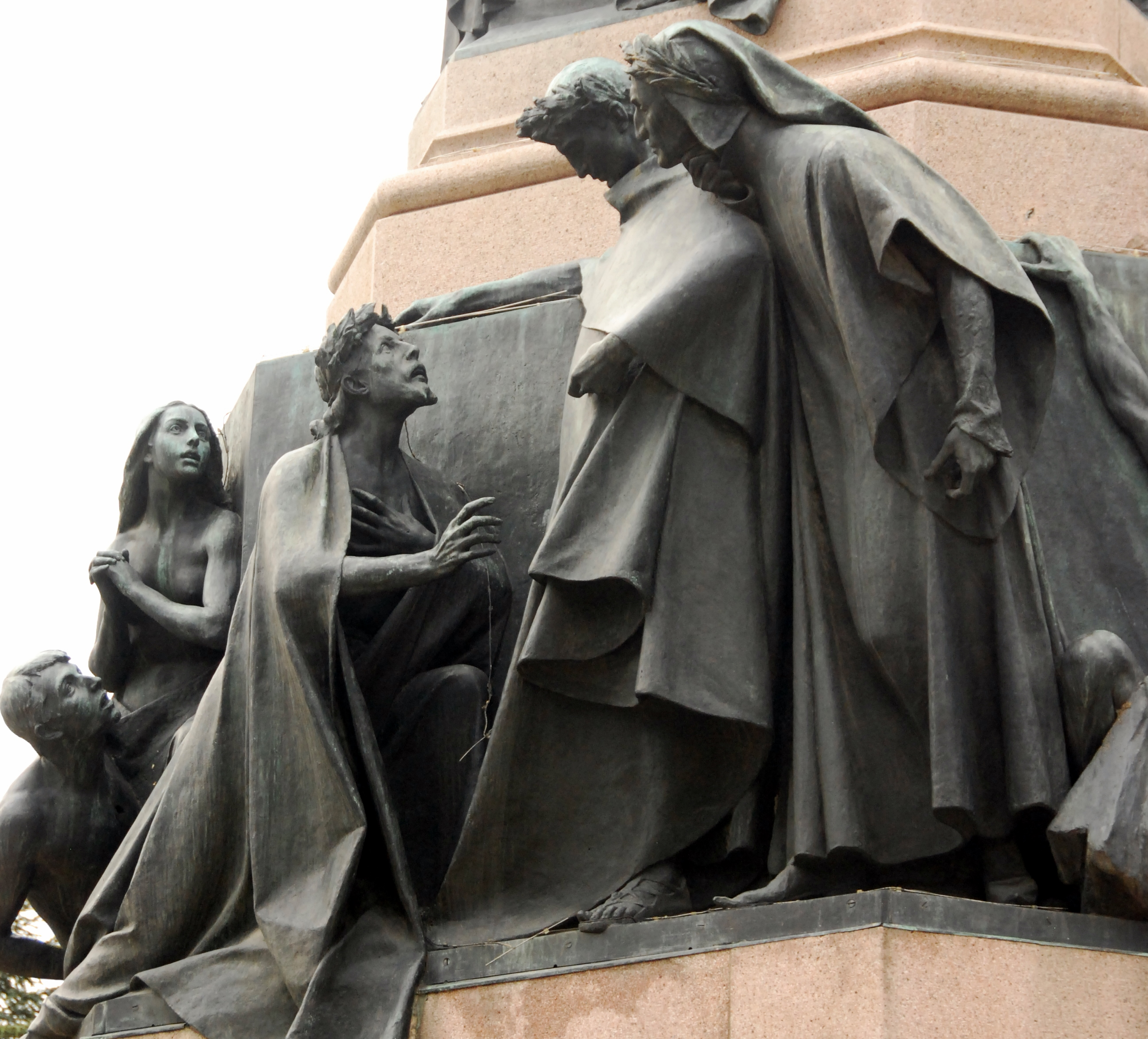
Dante et Virgile rencontrent Sordel dans le Purgatoire. Aperçu du Monument à Dante (Trente) de Cesare Zocchi (1896).

D’après ce qui est connu de l’existence de Sordel, peu de choses justifient vraiment cette idéalisation bien qu’il eût été le plus célèbre des troubadours italiens.
Vers 1220 il prend part à une rixe dans une taverne de Florence et en 1226, tandis qu’il est à la cour de Richard de San Bonifacio à Vérone, il enlève la fille de son maître, Cunizza, à la demande du frère de cette dernière, Ezzelino III da Romano. Le scandale l’amène à s’enfuir en Provence où il semble rester un petit moment.
Il se met au service de Charles d’Anjou et l’accompagne probablement en 1265 lors de son expédition à Naples. En 1266, il est fait prisonnier dans cette ville. Le dernier document le concernant date de 1269 : il est censé être décédé en Provence. Sa présence dans le Purgatoire de Dante au milieu des âmes de ceux qui, bien que rachetés, n’ont pas eu le temps de se confesser à cause d’une mort soudaine, suggère qu’il ait été assassiné, bien que cela ne puisse être qu’une conjecture de la part du poète.
Son enseignement, L’ensenhamen d’onor, ses chansons d’amour et ses satires ont peu de choses en commun avec ce qu’en dit l’auteur de la Divine Comédie mais l’invective contre les princes négligents que ce dernier lui prête dans le sixième chant du Purgatoire est à mettre en parallèle avec son sirventès - planh (1237) relatif à la mort de Blacas de Blacas où il invite les princes chrétiens à se nourrir du cœur du héros.
Samuel Beckett fait brièvement référence à Sordel dans ses romans de 1951 : Molloy et Malone Dies. [Mercier et Camier, Les Editions de Minuit, 1970/2006, p. 184] Ezra Pound fait de même dans son poème incomplet The Cantos. Enfin, Roberto Bolaño cite son nom à plusieurs reprises dans sa nouvelle Nocturne du Chili.

## Sources
- (en) « Sordel », dans Encyclopædia Britannica [détail de l’édition], 1911 (lire sur Wikisource).
- Camille Chabaneau, Les Biographies des troubadours en langue provençale, Toulouse, Edouard Privat, 1885.